# Мачука, Хуан
Хуа́н Сальвадо́р Мачу́ка Вальде́с (исп. Juan Salvador Machuca Valdés; 7 марта 1951, Сантьяго) — чилийский футболист, защитник. Участник чемпионата мира 1974, однако весь турнир просидел в запасе сборной Чили. Всю свою карьеру выступал всего за один клуб — «Унион Эспаньола».

## Карьера

### В сборной
В сборной Чили Мачука дебютировал 31 мая 1972 года в матче со сборной Аргентины, завершившимся со счётом 3:4. В составе сборной Мачука принял участие в чемпионате мира 1974 года и Кубке Америки 1975 года. Своё последнее выступление за сборную Мачука провёл в товарищеском матче против сборной Шотландии 15 июня 1977 года, тот матч завершился поражением чилийцев 2:4. Всего же за сборную Мачука сыграл 21 официальный матч.
| №  | Дата             | Соперник   | Счёт | Голы | Турнир                       |
| 1  | 31 мая 1972      | Аргентина  | 3:4  | -    | Кубок Карлоса Диттборна      |
| 2  | 14 июня 1972     | Эквадор    | 2:1  | -    | Кубок независимости Бразилии |
| 3  | 18 июня 1972     | Португалия | 1:4  | -    | Кубок независимости Бразилии |
| 4  | 21 июня 1972     | Ирландия   | 2:1  | -    | Кубок независимости Бразилии |
| 5  | 25 июня 1972     | Иран       | 2:1  | -    | Кубок независимости Бразилии |
| 6  | 16 августа 1972  | Мексика    | 0:2  | -    | Товарищеский матч            |
| 7  | 27 сентября 1972 | Аргентина  | 0:2  | -    | Кубок Карлоса Диттборна      |
| 8  | 14 апреля 1973   | Гаити      | 1:1  | -    | Товарищеский матч            |
| 9  | 24 апреля 1973   | Эквадор    | 1:1  | -    | Товарищеский матч            |
| 10 | 29 апреля 1973   | Перу       | 0:2  | -    | Отборочный матч к ЧМ 1974    |
| 11 | 13 июля 1973     | Аргентина  | 4:5  | -    | Кубок Карлоса Диттборна      |
| 12 | 18 июля 1973     | Аргентина  | 3:1  | -    | Кубок Карлоса Диттборна      |
| 13 | 5 августа 1973   | Перу       | 2:1  | -    | Отборочный матч к ЧМ 1974    |
| 14 | 20 сентября 1973 | Мексика    | 2:1  | -    | Товарищеский матч            |
| 15 | 26 сентября 1973 | СССР       | 0:0  | -    | Отборочный матч к ЧМ 1974    |
| 16 | 26 апреля 1974   | Гаити      | 0:0  | -    | Товарищеский матч            |
| 17 | 12 мая 1974      | Ирландия   | 1:2  | -    | Товарищеский матч            |
| 18 | 6 ноября 1974    | Аргентина  | 0:2  | -    | Кубок Карлоса Диттборна      |
| 19 | 13 августа 1975  | Боливия    | 4:0  | -    | Кубок Америки 1975           |
| 20 | 20 августа 1975  | Перу       | 1:3  | -    | Кубок Америки 1975           |
| 21 | 15 июня 1977     | Шотландия  | 2:4  | -    | Товарищеский матч            |

Итого: 21 матч; 20 побед, 12 ничьих, 15 поражений.

## Достижения

### Командные
Сборная Чили
- Обладатель Кубка Карлоса Диттборна: 1973

 «Унион Эспаньола»
- Чемпион Чили (3): 1973, 1975, 1977
- Серебряный призёр чемпионата Чили (3): 1970, 1972, 1976
- Бронзовый призёр чемпионата Чили (3): 1971, 1979, 1984
- Финалист Кубка Чили: 1978
- Финалист Кубка Либертадорес: 1975